# Svenska fotbollsveckan
Svenska fotbollsveckan var en årligt återkommande cupturnering i fotboll, öppen för alla fotbollsdistrikt i Sverige. De deltagande lagen tävlade alltså för sitt förbundsdistrikt, likt den idag mer kända tävlingen TV-pucken. Svenska fotbollsveckan startade 1916, 25 år före Svenska cupen i fotboll och var därmed den näst äldsta rikstäckande fotbollstävlingen i Sverige efter den nedlagda cupen Svenska mästerskapet i fotboll.  Svenska fotbollsveckan ställdes in 1926 för att inte krocka med svenska landslagets landskamper.  Därefter beslöts att endast anordna tävlingen vid uppehåll,  vilket sedan dess endast inträffat 1937. 

## Mästare Svenska fotbollsveckan
| Distrikt    | Titlar | Årtal                        |
| ----------- | ------ | ---------------------------- |
| Stockholm   | 5      | 1917, 1918, 1920, 1923, 1925 |
| Göteborg    | 3      | 1916, 1919, 1921             |
| Skåne       | 2      | 1922, 1937                   |
| Gästrikland | 1      | 1924                         |